# Dominik Meiering

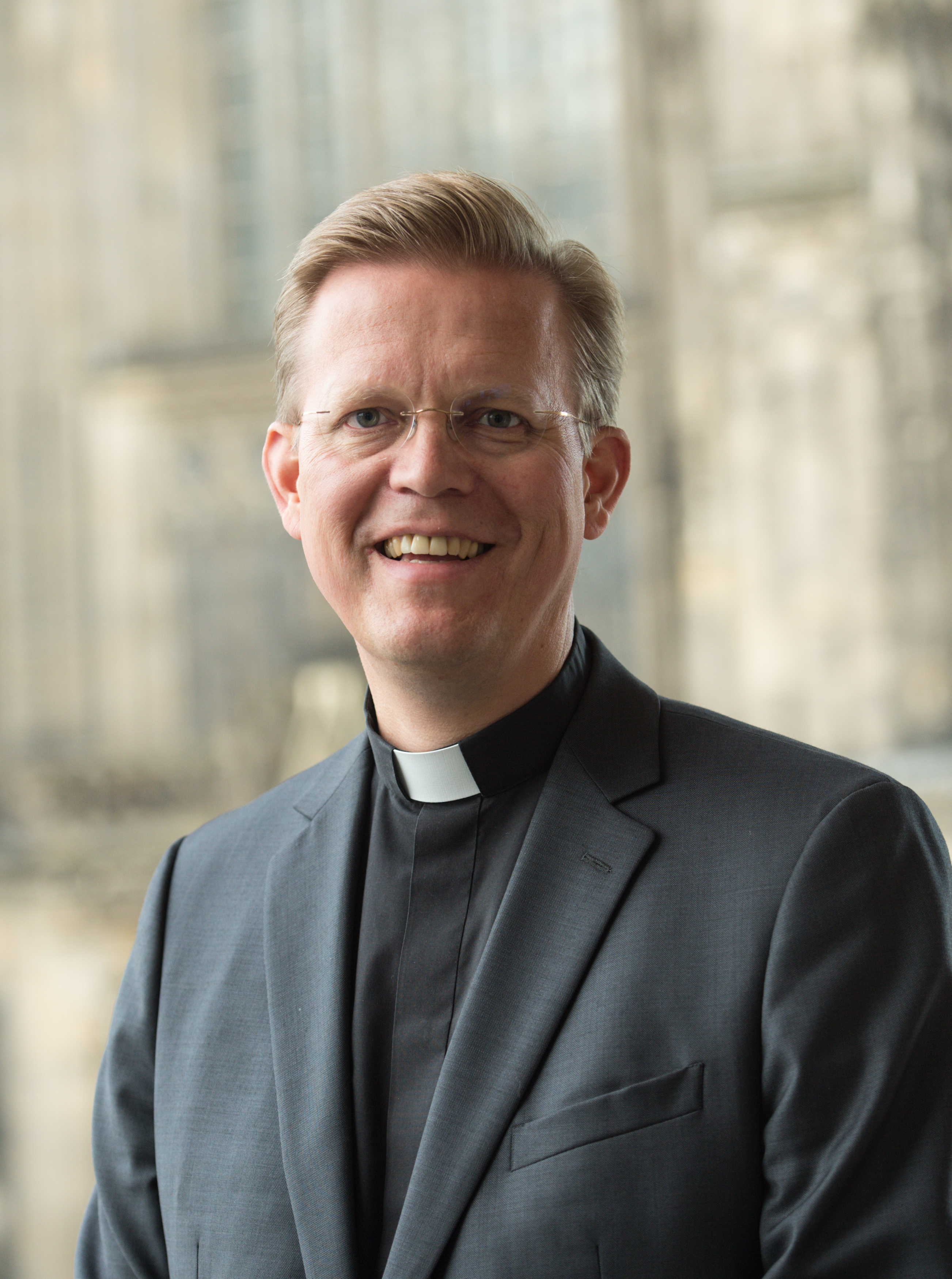
Dominik Meiering (2018)

Dominik Maria Meiering (* 31. Januar 1970 in Rhede) ist ein deutscher römisch-katholischer Priester und Kunsthistoriker. Er ist leitender Pfarrer der Kölner Innenstadtgemeinden und Domkapitular am Kölner Dom.

## Leben

### Jugend
Dominik Meiering wuchs in Bergisch Gladbach in der Nähe von Köln auf. Dort besuchte er die Katholische Grundschule und anschließend das Dietrich Bonhoeffer-Gymnasium, wo er im Sommer 1989 sein Abitur erlangte. Im Anschluss daran absolvierte Meiering seinen Grundwehrdienst im Kammerorchester der Bundeswehr (HMK II Kassel).

### Studium und Priesterausbildung (1990–2006)
Meiering studierte von 1990 bis 1996 in Bonn und Freiburg im Üechtland Katholische Theologie, Kunstgeschichte und Philosophie. Am 19. Juni 1998 empfing er die Priesterweihe im Kölner Dom durch Kardinal Meisner. Von 1999 bis 2003 war er Kaplan in Neuss und von 2003 bis 2006 in St. Agnes (Köln). Im Jahr 2006 erfolgte die Promotion an der Rheinischen Friedrich-Wilhelms-Universität in Bonn im Fach Kunstgeschichte mit seiner Dissertation Christo-Logie.

### Jugendseelsorge (2006–2015)
Von 2006 bis 2015 war Meiering Stadtjugendseelsorger und BDKJ-Präses in der Stadt Köln. Hier war er mit der Konzeption und der Umsetzung des Jugendpastoralen Zentrums Crux betraut, das in der Kirche St. Johann Baptist (Köln) angesiedelt ist. Als Stadt- und Kreisjugendseelsorger setzte sich Meiering auf verschiedenen Ebenen stark für die Jugend in der Stadt Köln ein. In dieser Zeit war Meiering ebenfalls als Schulseelsorger für das Erzbischöfliche Berufskolleg und die Katholische Hauptschule am Großen Griechenmarkt beauftragt.
2008 bis 2015 übernahm er den Lehrauftrag für Theologische Grundlagen/Liturgik an der Musikhochschule Köln. Von 2010 bis 2015 war Meiering zudem Kreisjugendseelsorger des Rhein-Erft-Kreises. Ebenfalls von 2010 bis 2015 war er der Rector ecclesiae an der letzten Eigenkirche in Köln, St. Gregorius im Elend in der Südstadt. Einen Lehrauftrag für Homiletik am Priesterseminar und Diakoneninstitut Köln übernahm Dominik Meiering von 2012 bis 2015.
In der Funktion als BDKJ-Präses initiierte er im Jahr 2011 das Bündnis „Nikolaus komm in unser Haus“ beim Nikolausgipfel mit. Ziel des Bündnisses ist es, das tugendhafte Leben des heiligen Bischofs Nikolaus von Myra wieder mehr als Vorbild in die Öffentlichkeit zu tragen.

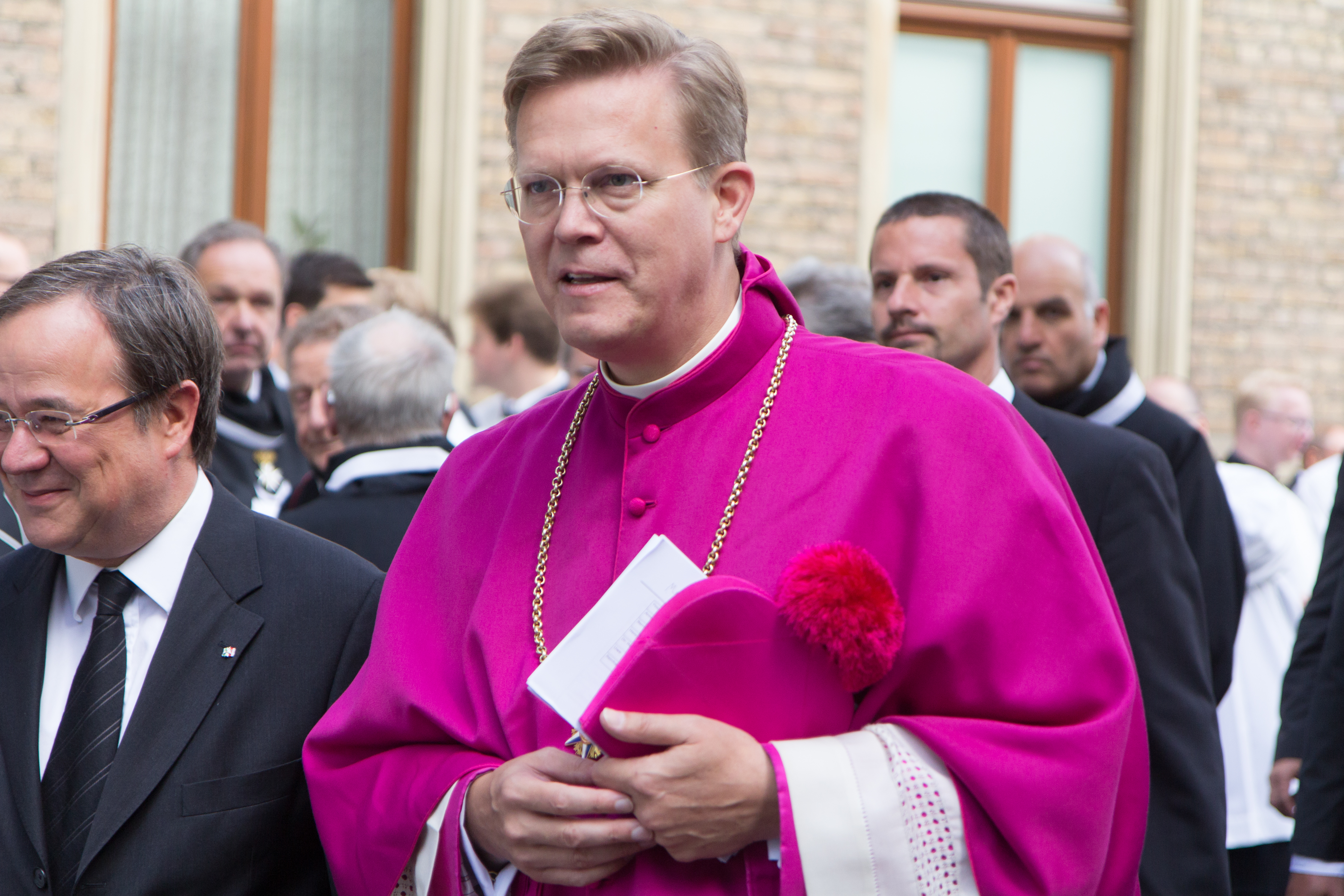
Dominik Meiering als Domkapitular bei der Beisetzung von Joachim Kardinal Meisner (2017)

### Generalvikar (2015–2018)
Meiering wurde am 22. Februar 2015 im Kölner Dom vom Kölner Erzbischof Rainer Maria Kardinal Woelki als neuer Generalvikar eingeführt. Damit war er Nachfolger von Stefan Heße, der von Papst Franziskus zum Erzbischof von Hamburg ernannt worden war. Neben dem Amt des Generalvikars hatte Meiering das Amt des Moderators der Kurie des Erzbistums Köln inne. Am 14. April 2015 ernannte Kardinal Woelki Meiering zum residierenden Domkapitular. Am 19. April 2015 wurde er durch Dompropst Gerd Bachner in das Amt eingeführt.
In die Amtszeit von Meiering fielen viele strukturelle Neuausrichtungen des Erzbistums unter dem Titel „Neue Wege für Pastoral und Verwaltung“. In diesem Zuge wurden die Rendanturen neu geordnet mit Auswirkungen auf die Haus- und Liegenschaftsverwaltung und der Einrichtung einer zentralen Anlaufstelle für Pfarrgemeinden. Daneben hat Meiering für die flächendeckende Einrichtung von Stellen für Verwaltungsleiter zur Unterstützung der Leitenden Pfarrer in allen Seelsorgebereichen gesorgt sowie die Neuausrichtung des Stiftungszentrums auf den Weg gebracht, unter dessen Dach auch die Stiftung von Kardinal Meisner zu finden ist.
Meiering wurde zum 30. April 2018 durch Erzbischof Woelki von seinem Amt als Generalvikar entbunden.

### Leitender Pfarrer in Köln-Mitte
Pfarrer Meiering übernahm am 1. September 2018 die Koordination des „Sendungsraums Köln-Mitte“, dem er als Leitender Pfarrer seitdem vorsteht. Zudem erhielt Meiering zum 1. Juli 2020 die Beauftragung für die City-Seelsorge. Zu den Aufgaben gehört die Profilierung der Innenstadtgemeinden mit jeweils besonderen Aufgaben und neuen oder bestehenden kulturellen und gottesdienstlichen Angeboten. Es bilden sich neue Gottesdienstgemeinden ohne klassische Pfarranbindung. Der Leitende Pfarrer fördert die Ökumene und die Zusammenarbeit mit anderen christlichen Kirchen und verhilft den romanischen Kirchen in Köln mit qualifizierten Angeboten zu einer größeren touristischen Attraktivität.

## Mitgliedschaften
- Vorstand des Vereins für christliche Kunst im Erzbistum Köln und Bistum Aachen e. V.
- Vorstand des Fördervereins Romanische Kirchen in der Stadt Köln e. V.
- Mitglied im Studentenverein Arminia Bonn im KV
- Ehrenmitglied in der Akademischen Vereinigung Rheinstein Köln im CV
- Geistlicher Beirat im KV-Ortszirkel Häuschen zu Köln
- Alumnus der Studienstiftung des Deutschen Volkes
- Mitglied der Kunstkommission des Erzbistums Köln[18]
- Mitglied im Malteser Hilfsdienst
- Mitglied Rotary-Club Köln-Kapitol
- Mitglied Montagsgesellschaft Köln
- Mitglied im Bürgerschützenverein, Neuss-Grimlinghausen
- Ehrenmitglied im Corps à la suite der Ehrengarde der Stadt Köln
- Ehrensenator der Großen Kölner Karnevalsgesellschaft
- Rittmeister der Reserve in der EhrenGarde der Stadt Köln 1902 e. V.
- Mitglied des 1. FC Köln
- Mitglied im Förderverein des Dietrich-Bonhoeffer-Gymnasiums, Bergisch Gladbach
- Mitglied im Verein der Freunde und Förderer der Katholischen Fakultät der Universität Bonn
- Mitglied in der Matthiasbruderschaft, Neuss-Uedesheim
- Mitglied im Förderkreis Albertus-Magnus-Stiftung e. V.
- Mitglied im Förderverein St. Gregorius im Elend zu Köln
- Mitglied im Verein für den Niederrhein e. V.
- Mitglied im Verein der Freunde und Förderer des Wallraf-Richartz-Museum, Köln

## Veröffentlichungen
- Die Kunst im Dienst (an) der Kirche? Schnell und Steiner, Regensburg 1997, ISBN 978-3-7954-1133-6.
- mit Lutwin Opladen: Die Kirche St. Franziskus Xaverius Düsseldorf-Mörsenbroich. Düsseldorf 1998.
- mit Karl Schein (Hrsg.): Himmel auf Erden. Festschrift zum 150jährigen Jubiläum des Vereins für christliche Kunst. Wienand, Köln 2003, ISBN 978-3-87909-809-5.
- mit Barbara Schock-Werner und Ulrich Hennes: Follow the star. Der Kölner Dom für junge Christen. Verlag Kölner Dom, Köln, 2005, ISBN 978-3-922442-58-5.
- Verhüllen und Offenbaren. Der Verhüllte Reichstag von Christo und Jeanne-Claude und seine Parallelen in der Tradition der Kirche. (Phil. Diss. an der Rheinischen Friedrich-Wilhelms Universität Bonn), Schnell und Steiner, Regensburg 2006, ISBN 978-3-7954-1835-9.
- mit Gaby Bayer-Ortmanns (Hrsg.): Braucht Glaube Kunst? Kühlen, Mönchengladbach 2006, ISBN 978-3-87448-281-3.
- mit Joachim Oepen (Hrsg.): Aufbruch statt Abbruch. St. Johann Baptist in Köln. Crux, Köln 2009, ISBN 978-3-00-028096-2.
- mit Clemens Bayer, Martin Seidler und Martin Struck (Hrsg.): Schatzkunst in Kirchen und Museen. Schnell und Steiner, Regensburg 2013, ISBN 978-3-7954-2827-3.
- Die Firmung. Mit DVD. Haus Altenberg, Düsseldorf 2013, ISBN 978-3-7761-0282-6.
- mit Stefan Lesting (Hrsg.): Nikolaus-Handbuch. BDKJ Köln, Köln 2015, ISBN 978-3-00-050681-9.
- Die Familie als Grundlage der Lebensordnung. In: Christoph Klausing (Hrsg.) Die Kölner Leitsätze 1945 und heute. Eine Suche nach dem Markenkern der Christdemokratie. Münster 2018, ISBN 978-3-643-14103-3.